# Григорьев, Андрей Александрович
Андре́й Алекса́ндрович Григо́рьев (20 октября [1 ноября] 1883, Царское Село, Санкт-Петербургская губерния — 2 сентября 1968, Мозжинка, Московская область) — русский и советский физико-географ, академик АН СССР (1939), первый директор Института географии АН СССР (1931—1951).

## Биография
Родился 20 октября (1 ноября) 1883 года в Санкт-Петербурге, в семье военного-дворянина.
В 1907 году окончил естественное отделение Физико-математического факультета Императорского Санкт-Петербургского университета. Продолжил образование вольнослушателем в Берлинском (1908—1909) и Гейдельбергском университетах (1911—1913).
В 1909—1917 годах работал в отделе географии Энциклопедического словаря Брокгауза и Ефрона.
В 1914—1918 годах читал лекции по физической географии и антропологии на высших педагогических курсах при Фребелевском обществе в Петрограде.
С 1918 года преподавал на Высших географических курсах в Петрограде, преобразованных в Географический институт, где он стал деканом. В 1925 году он вошёл в Ленинградский университет, оставался там профессором до 1936 года.
В 1931—1951 годах был первым директором Геоморфологического института / Института географии АН СССР в Москве.
Доктор географических наук (1935), по совокупности трудов без защиты диссертации.
В 1939—1963 годах — заместитель академика-секретаря Отделения геолого-географических наук АН СССР.
В 1947—1952 годах курировал работу Тянь-Шанской физико-географической станции, которая работала при институте.
В 1960—1966 годах — главный редактор «Краткой географической энциклопедии» в пяти томах.
До 1930-х годов Андрей Александрович Григорьев придерживался хорологического подхода, акцентируя внимание на природной составляющей, но в последующем отказался от этих убеждений и экономической географией больше не занимался.

Могила на Новодевичьем кладбище

Скончался 2 сентября 1968 года в посёлке Мозжинка Одинцовского района Московской области. Был похоронен на Новодевичьем кладбище.

## Основные труды
Основные труды посвящены общей теории физической географии, принципам и методам физико-географического районирования и типам географической среды.
Андрей Александрович Григорьев в 1932 году написал оригинальную концепцию географической формы движения материи. Разработал учение о географической оболочке Земли, и показал, что она обладает специфическими законами строения и развития и является объектом изучения физической географии.
В серии очерков «Опыт характеристики основных типов физико-географической среды» (1938—1940) дал анализ природных условий географических поясов Земли. Монография «Субарктика» была удостоена Сталинской премии (1947).
Совместно с М. И. Будыко в 1956 году сформулировал периодический закон географической зональности, устанавливающий повторение на разных широтах географических зон, обладающих некоторыми общими свойствами.
Организовал несколько экспедиций в Казахскую ССР для выявления ресурсов пахотных и пастбищных земель. По результатам этих исследований издал научный труд «Природные условия Казахстана» (1944).

## Награды и премии
- 1905 — Серебряная медаль Императорского РГО
- 1928 — Медаль имени Н. М. Пржевальского ВГО
- 1943 — Орден Трудового Красного Знамени (2 ноября) — за выдающиеся заслуги в области развития географических наук, в связи с шестидесятилетием со дня рождения и сороколетним научной деятельности
- 1945 — Орден Отечественной войны II степени (10 июня 1945)
- 1947 — Сталинская премия II степени
- 1954 — орден Ленина (27 марта 1954)
- 1963 — Орден Трудового Красного Знамени
- 1965 — Большая золотая медаль ВГО
- медали[уточнить]

## Память
С 1973 года в Институте географии АН СССР проводятся Чтения памяти А. А. Григорьева.
В 1994 году Российская академия наук учредила премию имени А. А. Григорьева, которая присуждается за выдающиеся работы в области физической географии.
В честь А. А. Григорьева названа подводная гора (Охотское море, Курильские острова, у острова Аланд), открытая советскими океанографами.
Также в честь А. А. Григорьева названа гора в Антарктиде (гора Григорьева, Земля Мак-Робертсона, 72°35′ ю.ш., 68°15′ в.д., гора обследована в 1972—1973 гг. Советской Антарктической экспедицией, название присвоено в 1974 г.).